# Discovery Shed
Discovery Shed (também conhecido simplesmente como Shed) foi um canal de televisão do Reino Unido de propriedade da Discovery Inc. que substituiu o Discovery Real Time Extra. O canal foi lançado em 20 de março de 2009. Sua programação era composta por programas de pesca, bricolagem, construção, carros, bicicletas e aventuras radicais ao ar livre. A rede foi substituída pela plataforma de streaming Discovery+, que contém todo o seu conteúdo, e foi descontinuada em 6 de janeiro de 2021.